# Alexandre Oliva
Alexandre Oliva, ou Alex, é um ativista brasileiro de software livre, desenvolvedor, ex-vice-presidente do conselho de administração da Free Software Foundation (FSF)  e membro fundador da Free Software Foundation Latin America (FSFLA). Iniciou seus estudos de doutorado (atualmente em suspenso) no Instituto de Computação da Universidade Estadual de Campinas (Unicamp), Brasil, enquanto trabalha como engenheiro de compilador na Red Hat, contribuindo no compilador GCC. Ele é o mantenedor do Linux-libre, uma bifurcação do kernel do Linux que remove componentes de software não-livre, como blobs binários do kernel. Os kernels Linux-libre são usados em distribuições Linux como Parabola GNU/Linux-libre, gNewSense e Trisquel, todos recomendados pela Free Software Foundation e pelo Projeto GNU.
Em 2008, Oliva traduziu e produziu "O Porco e a Caixa", uma versão para o português do Brasil de "The Pig and the Box" - um livro sob licença Creative Commons que ensina os perigos da DRM para crianças. Mais de 10.000 exemplares foram posteriormente impressos pela conferência FISL em Porto Alegre, Brasil.
Ele é um palestrante oficial do GNU e do Software Livre. Ele também é um dos membros votantes da FSF.